# مسلية (جنين)
قرية مسلية (بكسر الميم والسين وتسكين اللام) إحدى قرى محافظة جنين في الضفة الغربية مطلة على مرج صانور. تقع مسلية في الجنوب الشرقي من محافظة جنين وتشتهر بالزيتون كما يزرع فيها العنب بكميات كبيرة، بالإضافة إلى اللوزيات، ويوجد بها ابار مياه لزراعة الخضروات ويبلغ عدد سكانها نحو 2,250 نسمة (حسب احصائية عام 2006) ويوجد عدد كبير من المغتربين خاصة في الأردن وخاصة في محافظة الزرقاء وفي بورتو ريكو (Puerto Rico). وكما يوجد في البلدة عدد من اللاجئين الذي استقروا في البلدة بعد نكبة عام 1948 ويبلغ عددهم حوالي مئتي شخص. 

## التسمية
قرية مسلية يعود اسمها إلى قبيلة بني مسلية الذين اتوا مع تحرير فلسطين من الصليبين. وهناك مقولات أنها جاءت من اليمن من قبيلة مذجح بن كهلان. وهناك مقولات عن انها سميت على اسم (سالية) والتي هي أبنة أحد اباطرة الرومان والتي بنت لهل قصرا يطل على مرج صانور في منطقة (الخربة) والتي لا تزال بعض الآثار قائمة حتى يومنا هذا ومع الزمن أصبح الاسم يلفظ (مسلية).
وبما أن القرية تحتوي على أثار اغريقية فمن الممكن ان يكون اسم مسلية ينحدر من الحقبة الاغريقية حيث أسمى اليونان مدن كثيرة على اسم الرحالة مساليا. ومن تلك المدن مدينة مارسيليا واللتي أطلق عليها اليونان اسم ماساليا وتحورت مع مرور الزمن إلى مارسيليا.
بينما أدعى المستشرق الجندي وعالم الجغرافيا الأثرية الأنجليزي ر. كوندر أن مسلية هي المدينة التوراتية en:Bethulia

## نبذة تاريخية
لقد كان لموقع مسلية الجغرافي أهمية منذ القدم كسائر البلدات المجاورة، حيث يوجد فيها اثار تاريخيه تعود إلى العهد الروماني، وكذلك أثار من العصور الإسلامية الدولة الأموية والدولة الفاطمية. وفي أوائل السبعينات تم اكتشاف اثار لكنيسة من العهد الروماني في وسط البلدة، مما يدلل على أن البلدة كانت مسكونة منذ أوائل القرن الميلادي وربما قبله.وتنتشر حول البلدة العديد من الكهوف (المغر) والتي وجد فيها اثار لحياة وعظام بشرية.

## دورها في المقاومة
قدمت مسلية العديد من الشهداء، وهم اكرم منا جميعا، والمئات من الجرحى والمعتقلين في عقود من الزمان.شهداء القرية هم:
- عبد الحليم أبو إنعيم: استشهد في معركة جنين عام 1948 أثناء دفاعه عن المدينة.
- عبد العزيز محمود قصراوي. وكان مقاتلا في حركة التحرير الوطني الفلسطيني (فتح)، وقد استشهد أثناء تنفيذ عملية فدائية عام 1969 في غور الأردن، ولا يعرف مكان دفنه.
- بلال صدقي أبو إنعيم.
- أحمد أبو الحسن. استشهد في داخل الخط الأخضر.
- أمين عزت أبو الرب.استشهد أثناء مواجهات مع قوات الاحتلال عام 1990.
- عبد الله علاونة. استشهد بعد أن قام جنود الاحتلال بالتنكيل به.
- عامر محمد هوبري قصراوي. اغتيل على يد قوات الاحتلال في مدينة جنين عام 2003.

ظلت القرية طيلة فترة الثمانينات منطقة تدريبات عسكرية للقوات الإسرائيلية التي كانت تتخذ من معسكر بيزك بالقرب من قرية الزبابدة معسكر صانور مقراً لها.
وشاركت بالانتفاضة الفلسطينية الأولى بشكل بارز ولافت وقد تمكن المقاومون من تخريب سيارة نقل مواد غذائية وهرب الجنود في مشهد سينمائي سيرالي يوضح كيف ان الكف العاري انتصر على السلاح المدجج. وفي مرة أخرى هرب الجنود من سيارة فورد بالقرب من منزل المختار أحمد أسعد وسط إطلاق نار كثيف.
إضافة إلى ذلك، خلال فترة الانتفاضة الأولى، نشطت مجموعات المقاومة المسلحة. ففي عام 1991 قامت مقامون بمهاجمة دورية عسكرية إسرائيلية بالقرية، مما أدى إلى مقتل جندي إسرائيلي. وقد حدثت العملية بالقرب من منزل المختار أحمد أسعد وقد تبنت مجموعات الفهد الأسود العملية ثأرا لأحد شهدائها القائد أحمد باير في قرية المغير. على اثر ذلك، قام وزير الدفاع الإسرائيلي آنذاك موشيه آرنس بزيارة القرية وتم فرض نظام منع التجوّل لعدة أيام، وتم قطع أشجار الزيتون من المنطقة التي أطلقت منها النيران، حيث تبلغ مساحة المنطقة التي استهدفت أكثر من عشرة دونمات، وبعد أسابيع قليلة تمكنت وحدات خاصة إسرائيلية من قتل منفذي العملية بالقرب من قرية فقوعة.
وبعد توقيع اتفاقية اسلو للسلام بين منظمة التحرير وحكومة إسرائيل وتقسيم المناطق في الضفة وغزة، أصبحت منطقة مسلية تعتير منطقة ب تحت السيطرة الأمنية لإسرائيل، والامور المدنية تدار من قبل السلطة الفلسطينية. وبعد توقيع اتفاقية واى ريفر في العام 1998 أصبحت البلدة في منطقة ا والتي تتبع للسلطة الفلسطينية.
تعرض العشرات من مواطنيها عبر فترة الاحتلال للاعتقال ولا يزال حتى الآن العديد منهم في الأسر.
ومن الأحداث البارزة في القرية قيام قوات الاحتلال باغتيال ثلاثة ناشطين من حركة الجهاد الإسلامي في الانتفاضة الثانية كان من بينهم القيادي البارز في سرايا القدس التابعة لحركة الجهاد الإسلامي محمد بشارات من قرية طمون المجاورة، تم أنشاء نصب تذكاري في مكان الحادث لكن قوات الاحتلال بادرت لتخريبه خلال عملية السور الواقي في شهر نيسان عام 2002.
وفي العام 2002 قامت إسرائيل باعادة اجتياح المنطقة واقامة الحواجز شبه الدائمة على مفترقات الطرق وخاصة الحاجز على مثلث ما يسمى مصنع العلف (مصنع السيد أبو جورج) وطريق الجربا.

## الموقع الجغرافي
تقع مسلية على بعد 14 كلم إلى الجنوب الشرقي لمدينة جنين وترتفع 420 م عن سطح البحر على سفح جبل. وتنتشر بيوتها على القمم والسفوح يحدها من الغرب قرية مركة وقرية الجربا ومن الشرق قرية الزبابدة ومن الجنوب قرية صير (جنين) وسيريس (جنين) والجديدة وميثلون وصانور ومن الشمال بلدة قباطية.
ويقع بالقرب من البلدة جبل العابور (أبو الخير) ويرتفع عن سطع البحر حوالي 450 مترا ويمكن رؤية جبل الشيخ في اوقات الصيف وكذلك مناطق متعددة مثل مدينة الناصرة والعفولة في داخل الأراضي الفلسطينية المحتلة عام 48. وهي الناصرة وجبل الشيخ والعفولة حيث تكون اضواء هذه المدن والمناطق المحيطة بها واضحة في ساعات الليل حيث تضيف إلى جو البلدة روعة ورونقا خاصا. وكما رؤية مناطق من الحدود السورية واللبنانية حيث تضيف لموقع البلدة جذابية وبهاء كبيرين مما يجعلها من أجمل مناطق محافظة جنين.
ونظرا لاهمية المكان وعلوه، قامت شركتا الوطنية وجوال باقامة أبراج اتصالات خاصة بهما بحيث يتمكن مستخدمو الشركتين من الاستفادة من خدماتهما بشكل جيد.
وقام المجلس المحلي باقامة مشروع لإنشاء خزان مياه من أجل تزويد البلدة بالمياه عير إنشاء شبكة مياه في البلدة، وكما يوجد برج خاص لاحد محطات الإذاعة المحلية والتي تبث من بلدة الزبابدة.

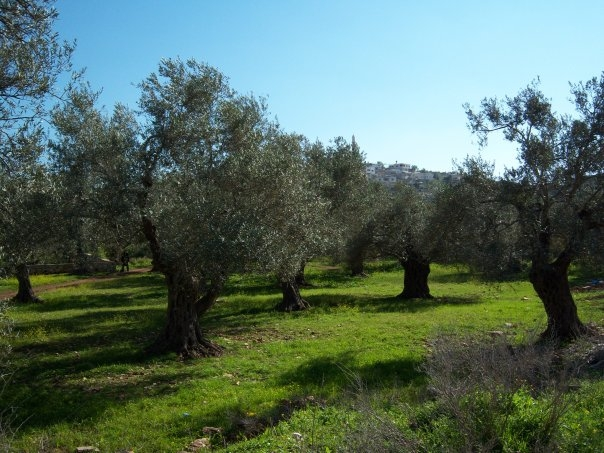
تغطي أشجار الزيتون معظم أراضي مسلية

## المحاصيل الزراعية
تعتبر مسلية من المناطق الزراعية الخصبة، حيث تغطي جبالها اشجار الزيتون واللوز. وتنتشر كروم العنب في سهولها معطية منظرا فائق الجمال. كما تزرع الخضار المختلفة في مرج صانور الذي تطل عليه القرية.

## التعليم
المراكز التعليمية والصحية الموجودة بالقرية هي كالتالي:
- مدرسة مسلية للبنين مقامة على أرض مساحتها حوالي 20 دونم، تم تطوير المدرسة على مرحلتين حيث تم أضافة غرف صفية منتصف الثمانينيات من القرن الماضي بإشراف الإدارة المدنية، وظلت حتى نهاية التسعينيات تعاني من نقص في الغرف الصفية، حيث لجأت إلى أسلوب الغرف المجمعة كل صفين بغرفة، واستمر هذا الوضع حتى عام 1996، حيث تم إنشاء مدرسة كاملة للبنين بدعم من التعاون الياباني.
- مدرسة مسلية الثانوية للبنات.
- روضة الايمان
- يوجد بالقرية عيادة حكومية وأخرى خاصة.

```
ويكمل الآن العديد من أبناء البلدة دراستهم الجامعية في 
جامعة القدس المفتوحة - فرع جنين
، 
وجامعة النجاح الوطنية
 في نابلس 
والجامعة العربية الأمريكية - جنين
 وغيرها من الجامعات الوطنية والأجنبية. حيث يحتل التعليم وعلى مدار العقود الماضية أهمية بالغة لأهالي مسلية.
```

## الحكم المحلي
تتبع مسلية النظام الإداري لوزارة الحكم المحلي ويمثلها مجلس قروي يقدم خدمات المياه والكهرباء والنفايات وتنظيم القرية وتعبيد الطرق وشقها وخدمات البنية التحتية. وفي تاريخ مسلية قامت مجموعة من المخاتير بادرة شؤون البلدة حيث كان أبرزهم السيد مصطفى حسن أبو الرب (أبو غازي) والذي كان مختارا لمسلية من الستينات في القرن الماضي حتى التسعينات. وقد قاد أبو غازي البلدة في لحظات صعبة ودقيقة حيث تميزت ادارتة بالحنكة السياسية والإدارية وكان من وجهاء محافظة جنين وكان من الشخصيات المحورية في تاريخ مسلية حيث ظل بيته مفتوحا وعرف بكرمه واصالته العربية الشهمة والكريمة.
وفي 2/11/2012 انتخب السيد محمد مصطفى أبو الرب رئيسا للمجلس المحلي فيما تم انتخاب السيد تيسير محمود قصراوي نائبا للرئيس خلال الاجتماع الأول الذي عقده المجلس الجديد في مقره والمشكل من قائمة الاستقلال والتنمية (حركة فتح) والتي فازت بالتزكية كقائمة وحيدة في القرية. وتم تشكيل اللجنة المالية للمجلس والمكونة من الرئيس وعضوين وتمت إجراءات الاستلام والتسليم للمجلس القروي بحضور ممثلين عن مديرية الحكم المحلي في جنين.

## المساجد
- الجامع القديم (زيد بن حارثة): وهو مسجد جديد أقيم مكان مسجد قديم كان أهل القرية يقيمون صلاتهم فيه حتى بداية التسعينات وكان عباره عن بناء بيزنطي. كان بجانب المسجد الذي هدم أيضا قبر قديم يسمى قبر الشخ سٌعيد، وقد هدم هذا المسجد التاريخي للأسف في اطار بناء المسجد الجديد الذي تم البدء بالعمل على بنائه في العام 1990 حيث رأس لجنة الاعمار أحمد علاونة وكان الاخوة التالية أعضاء في اللجتة وهم: قاسم آدم وتيسير قصراوي ومحمد أبو معلا وغيرهم حيث جزاهم الله كل خير قاموا بجمع الأموال والتبرعات من أهل الخير من ارجاء فلسطين لبناء المسجد.
- مسجد أبي بكر الصديق: وهو مقام في الحارة الفوقا (الحي الشمالي) من القرية. وقد قام بالمبادرة لانشائه محمد سليمان أبو الرب «أبو الاسيد» حيث شكل لجنة كان من اعضائها محمد قصراوي «أبو المروان» ومحمد عبد الرحيم أبو الرب ومروان قاسم وجمال يوسف ويوسف محمود أبو الرب وقامت على جمع الأموال من أهل الخير لإنشاء المسجد.

## الإنتاج المحلي
1. مسلية تنتج كميات من حجر البناء ألأبيض من عدة محاجر ويوجد فيها عدد من المناشير.
2. قمح وشعير وعدس وحمص، وإلخ.
3. الخضر وات وخاصة الخس والبندروة والخيار والبطاطا والفواكه وخاصة اللوز والمشمش والتوت والبرقوق.
4. زيت الزيتون وهو مشهود له بالجودة حيث يأتي التجار لشرائه من كافة المناطق ويتم شحنه إلى الأردن ودول الخليج العربي.
5. العنب المسلاوي ذو نكهه خاصه ويتميز بلونه الذهبي المائل إلى الاحمرار ويعتبر العنب المسلاوي من أفضل أنواع العنب المعروفة في فلسطين.

## مؤسسات اجتماعية
جمعية تنمية شباب مسلية الخيرية يقوم عليها عدد من شباب البلدة

## وصلات خارجية
- صفحة قرية مسلية في موقع فلسطين في الذاكرة